# Радио „Свободна Европа“
Радио „Свободна Европа“ е международна нетърговска радиоразпръсквателна организация, излъчвала за Източна Европа през Студената война.
Радиото е създадено след края на Втората световна война. То се финансира от правителството на САЩ. До 1972 г. радиото е финансирано и от ЦРУ. Основната задача на радиото е активна пропаганда срещу действащите по онова време просъветски режими с цел предаването на нецензурирана информация за слушателската аудитория зад Желязната завеса. Радио „Свободна Европа“ изиграва важна роля за възхода на „демокрациите“.
На 15 март 2025 г. „Американската агенция за глобални медии“ прекратява безвъзмездните средства за Радио „Свободна Европа“/Радио „Свобода“ и Радио „Свободна Азия“ по указание на администрацията на Тръмп.
Организацията и нейният персонал не се подчиняват на заповедта и остават в ефир, докато обмислят правни действия за оспорване на президентската директива.

## Предавания за НРБ
Първото излъчване на български език е на 11 август 1950 г. До към средата на 60-те години забавните програми на „Свободна Европа“, излъчвани на къси вълни, не се заглушават от българските власти, а само новините. Положението се променя след събитията в Чехословакия, когато заглушаването става пълно. До 1989 г. работещите в радиото са определяни в НРБ като „изменници на родината“, „невъзвращенци“ и пр.
Новините играят особено важна роля и първи „новинари“ са Стефан Груев и Евдоким Евдокимов, а директор на Българския отдел е Димитър Мацанкиев. По-късно предаванията са под ръководството на Милю Милев, Методи Захариев, Владимир Найденов и Кирил Панов – повечето следвали на Запад и напуснали България преди 1944 година. Между редакторите известни имена са Христо Огнянов, Евгени Силянов, Стефан Попов, д-р Васко Иванов, Димитър Инкьов (познат на слушателите като Велко Верин – и героят му Ботуш Каишев).
Сред знаковите водещи на забавни предавания в българската редакция на радиото е Джилда Карол. С майка българка и баща унгарец тя бяга от България в първите години на установяване на социалистическата система – през 1948 година, и скоро попада в току-що основаната радиостанция. През годините е водила различни музикални предавания, най-популярно от които е „Музикално рандеву“, просъществувало почти до края на 80-те години. Тя излъчва интервюта с най-големите музикални и кинозвезди от онзи период, много от които тя моли да изрекат и по няколко български думи. Така Адриано Челентано, Далида, артисти от Холивуд са излъчени да поздравяват българите с „Честита Нова година“ в новогодишни издания на предаването
В новинарския отдел по това време работят д-р Милчо Неболиев, Любен Мутафов, Любка Мутафова, Янко Миновски, Николай Калчев.
В Изследователския отдел и архив дълги години работят Рада Николаева и Атанас Славов. Между редакторите познати имена са Димитър Бочев, Душко Петров, Ана Манолова.
С Радио Свободна Европа са свързани и някои от големите български журналисти, емигрирали от България по времето на социализма – Георги Марков, Владимир Костов, Румяна Узунова. Георги Марков предоставя от Лондон своите ръкописи на „Задочни репортажи“, които са четени и излъчвани от Мюнхен. Владимир Костов работи в радиото, след като през 1977 г. получава политическо убежище, докато е кореспондент на в. „Работническо дело“ в Париж. През 1978 г. Георги Марков предоставя за излъчване своите „Задочни репортажи за България“, които са остра критика на социалистическите порядки.
Румяна Узунова започва да работи в българския отдел в Мюнхен през 1981 г. През 1988 – 1989 г. излъчва близо 400 интервюта с представители на прохождащата опозиция (Независимо дружество за защита правата на човека, Движение за права и свободи, клуб „Екогласност“, КТ „Подкрепа“, Клуб за защита на гласността и преустройството) в София и провинцията, особено районите на турските протести.

## Дейност след 1989 г.
В периода след 1989 година радиото отваря свое бюро в София, а централата се премества през 1995 година от Мюнхен в Прага. Директор на българския отдел в това време е Румен Трайчев, емигрант от 1966 година. За радиото работят от София някои от най-добрите български журналисти на 90-те години – Милен Минчев, Георги Папакочев, Георги Коритаров, Красимир Лаков, Елена Никлева, Татяна Ваксберг, Диана Иванова, Екатерина Бончева, Асен Гешаков, Стояна Георгиева, Румяна Червенкова, Антони Георгиев, Георги Стойчев, Стефка Маймарева.
След падането на социалистическите режими в Източна Европа нуждата от радиото в тях се обезсмисля, но за нуждите на пропагандата се поддържат емисии в Интернет и в социалните мрежи. Българската редакция на Радио „Свободна Европа“ съществува без прекъсване до 31 януари 2004 г., когато е закрита заедно с отделите за новите страни-членки на НАТО – Естония, Литва, Латвия, Словакия. От 2004 до 2006 г. в България работи радио „Нова Европа“ – наследник на „Свободна Европа“. Понастоящем Радио „Свободна Европа“ е една от най-цялостните медийни платформи в света, която произвежда радио, интернет и телевизионни програми в страни, където свободната преса е забранена от правителството или не е напълно изградена. Радио „Свободна Европа“ излъчва на 26 езика в 22 държави, включително Афганистан, Иран, Русия и Средноазиатския регион. Също така достига и до рускоезична аудитория в 26 държави (12 извън региона на „Свободна Европа“) и в световен мащаб чрез цифровата телевизионна мрежа Current Time.
На 21 януари 2019 г. Радио „Свободна Европа“ подновява работата си в България, като дигитална платформа за предоставяне на мултимедийно съдържание.